# Klemens Weißenburger
Klemens Weißenburger (* 23. November 1892 in Selz, Ukraine, Russisches Kaiserreich; † 4. August 1919 ebenda, Sowjetunion) war ein russlanddeutscher römisch-katholischer Geistlicher und Märtyrer.

## Leben
Klemens Weißenburger wuchs als Bauernsohn im Bistum Tiraspol auf. Er studierte Theologie im Priesterseminar Saratow und wurde 1917 zum Priester geweiht. Er wirkte zuerst in Köhler, ab Herbst 1918 in seinem Geburtsort Selz. Als am Montag, den 4. August 1919 die Rote Armee in Selz 87 (oder 107) Geiseln nahm und sie durch das Dorf zur Erschießungsstätte führte, stieß Vikar Weißenburger freiwillig dazu und bot sich statt der Geiseln als Opfer an. Er wurde zusammen mit den anderen ermordet.

## Gedenken
Die Römisch-katholische Kirche in Deutschland nahm Klemens Weißenburger als Märtyrer in das deutsche Martyrologium des 20. Jahrhunderts auf.